# Ulhasnagar
Ulhasnagar (en Marâthî : उल्हासनगर, en Sindhi : آلهاسنگر) est une ville située sur la côte ouest de l'Inde, à approximativement 60 km au nord est de Bombay, dans le district de Thane dans l'État indien du Maharashtra. La commune est notamment connue pour avoir été fondée à la fin des années 1940, afin d'y accueillir les réfugiés sindhiphones hindous et sikhs, à la suite de la partition des Indes et de l'intégration du Sind au Pakistan. Ulhasnagar abrite ainsi une des plus importantes communautés parmi la diaspora sindhie en Inde.